# Allium karacae
Allium karacae là một loài thực vật có hoa trong họ Amaryllidaceae. Loài này được Koyuncu mô tả khoa học đầu tiên năm 1994.